# Флаг Шербакульского района
Флаг Шербаку́льского муниципального района Омской области Российской Федерации — опознавательно-правовой знак, служащий официальным символом муниципального образования.
Ныне действующий флаг утверждён решением Совета Шербакульского муниципального района от 25 марта 2020 года № 443.

## Описание
«Флаг Шербакульского района и представляет собой прямоугольное полотнище с отношением ширины к длине 2:3, с узким в 1/8 ширины белым прямым крестом в центре, между концов которого, располагается круг жёлтого сияния в 7/8 ширины из чередующихся прямых заострённых лучей и колосьев, объединённых золотыми дугами, в центре синий круг 1/2 ширины».

## Обоснование символики
Зелёный цвет символизирует природу, плодородие полей.
Жёлтый цвет (золото) символизирует богатство и славу района.
Белый цвет (серебро) — символ чистоты помыслов, благородства, справедливости, великодушия и указывает на климатические особенности Сибири.
Синий цвет (лазурь) символизирует веру, верность, преданность традициям, символизирует наличие на территории муниципального района озёр.
Синий круг, окружённый сиянием — гласная эмблема, Шербакуль в переводе с казахского означает «огороженное озеро».
Серебряный крест — прерывает символическую ограду, символизируя дороги, которые ведут к районному центру, давшему название району, гостеприимство шербакульцев.
Золотые колосья означают, что основное занятие жителей района — хлеборобство.

## Первый флаг
Первый флаг Шербакульского муниципального района был утверждён 1 марта 2006 года.
«Флаг Шербакульского муниципального района представляет собой прямоугольное полотнище из цветов: синего, зелёного и белого».
Синий цвет полотнища означает веру, верность, преданность традициям края, символизирует наличие на территории муниципального района озёр.
Зелёный цвет — олицетворение природы, теплоты, плодородия полей, возрождения жизни и процветание края.
Белый цвет (серебро) — символ чистоты помыслов, благородства, справедливости, великодушия и указывает на климатические особенности Сибири, её бескрайние снежные просторы.